# Kopijki
Kopijki (niem. Graiwa, od 1784 Kopicken, od 1864 Goldenau) – wieś w Polsce, położona w województwie warmińsko-mazurskim, w powiecie ełckim, w gminie Prostki.
W latach 1975–1998 miejscowość należała administracyjnie do województwa suwalskiego.

## Nazwa
12 listopada 1946 r. nadano miejscowości polską nazwę Kopijki.

## Historia
W 1933 r. w miejscowości mieszkało 427 osób, a w 1939 r. – 433 osoby.